# Хотьково
Хотько́во (рос. Хотьково) — місто і найбільший населений пункт однойменного міського поселення в Сергієво-Посадському муніципальному районі Московської області.
Населення 19,8 тис. мешканців (2010).
Розташований на річці Пажі (притока Ворі), за 60 км на північний схід від Москви і за 11 км на південний захід від Сергієва Посада. У місті є однойменна залізнична станція на лінії Москва — Ярославль.

## Історія
Початок Хотьково поклав Покровський Хотьків монастир, заснований тут в 1308 року. У 1862 року в Хотьково відкрилася залізнична станція; пристанційне селище в 1939 було перетворене на робітниче. Хотьково має статус міста з 1949 року. Крім ансамблю монастиря — храм Святителя Алексія (1850-ті, арх. І. Є. Сафонов). Краєзнавчий музей. Поблизу міста — музей-садиба Абрамцево і село Радонеж, де провів дитячі роки засновник Троїце-Сергієвої лаври — преподобний Сергій.

## Економіка
Основні підприємства міста спеціалізуються на виробництві електроізоляційних матеріалів: ЗАТ «Електроізоліт» і ЗАТ «Діелектрик». На заводі «Політрон» випускаються поліпропіленові труби. Є також заводи теплоізоляційних матеріалів, листопрокатний, мостових конструкцій; ткацька фабрика, фабрика різьблених і художніх виробів (див. Абрамцево-Кудринське різьблення по дереву).
Також у місті розташований Центральний НДІ спеціального машинобудування (розробка устаткування для літаків, космічних кораблів та ін.)

## Монастир

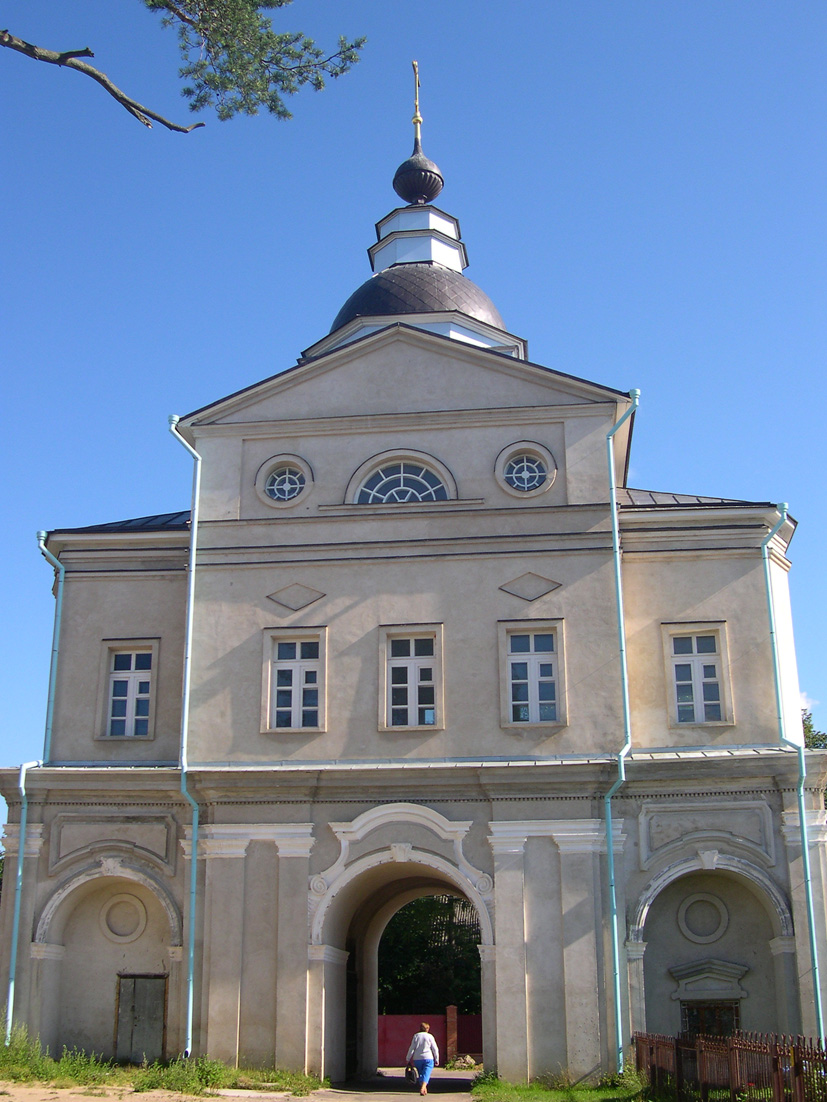
Святі ворота Покровського Хотькова монастиря

Ансамбль Покровського монастиря Хотьково представлений будинками XVIII — XIX століттяів, з них головні — Покровський собор (1816) в стилі ампір і Нікольський собор (1904) в російсько-візантійському стилі. Монастир знаменитий могилами батьків Сергія Радонезького, Кирила і Марії, які постриглися (1335-36) і померли (1337) в цьому монастирі; їх мощі, що спочивають у Покровському соборі, перетворилися на головну місцеву святиню. Після революції монастир був закритий і відновлений в 1992 році.

## Політичне і соціальне життя в місті
У кінці жовтня 2010 року в Хотьково був убитий уродженець міста, Павло Капралов, імовірно до справи мали відношення трудові мігранти. 4 листопада відбулося стихійне виступ жителів міста, які вимагали «видворити трудових мігрантів» з міста і перекрили центральну вулицю. За даними УВС Хотьково ситуацію загострили приїхали націоналісти з «Слов'янського союзу» і ДПНІ. 5 листопада всі трудові мігранти покинули місто.
Для оцінки ситуації в місто приїхали член Громадської палати Росії Олександр Брод, голова громадської організації «Громадянські сили» Валерій Іванківський і голова Федерації мігрантів Росії Маджумдер Амін. Олександр Брод заявив, що ситуація в місті є справжньою побутової ксенофобією, а мітинг 4 листопада був багато в чому спровокована націоналістичними організаціями. Згідно з Олександром Бродом, ґрунтом ж для зростання міжетнічної напруженості в місті, є важкий економічний і соціальний стан його жителів і бездіяльність місцевої влади для вирішення цих питань. Президент Федерації мігрантів Росії заявив: «Ми бачили невдоволення людей в основному не мігрантами, а місцевими органами влади, які не здійснюють свою роботу.» Члени комісії порекомендували місцевій владі в короткі терміни вирішити питання, пов'язані з економічним добробутом мешканців міста. Ситуація в Хотьково була взята на громадський контроль Громадською палатою РФ.